# Nils Backlund
Nils Robert Backlund (* 25. Oktober 1896 in Stockholm; † 3. Dezember 1964 ebenda) war ein schwedischer Wasserballspieler.

## Karriere
Backlund begann seine Karriere beim Kappsimningsklubb SKK. 1917 schloss er sich dem SK Neptun an. Im Jahr 1920 nahm er erstmals an Olympischen Spielen teil. In Antwerpen erreichte er mit der schwedischen Nationalmannschaft den dritten Rang und gewann somit Bronze. Bei den vier Jahre später in Paris stattfindenden Spielen wurde er mit seiner Mannschaft Vierter. 1928 war er erneut an Olympia beteiligt – so war er Trainer der schwedischen Wasserballmannschaft und wurde auch als Teil von Schiedsrichtergespannen eingesetzt. Auch 1936 war er in verschiedenen Positionen in Schiedsrichtergespannen bei den Olympischen Wettkämpfen zugegen.
Im Laufe seiner Karriere gewann der Schwede vier nationale Titel und absolvierte 13 Länderspiele. Neben dem Wasserball war er auch als Torhüter im Fußball beim IFK Stockholm aktiv. Zwischen 1932 und 1946 war er der Vorsitzende des schwedischen Schwimmverbandes.